# Travný
Travný ist ein Berg in den Mährisch-Schlesischen Beskiden in Tschechien. Er liegt im zentralen Teil des Gebirges zwischen den Tälern der Flüsse Morávka und Mohelnice. Die nächstgelegenen Orte sind die Gemeinden Morávka und Krásná. Travný erreicht eine Höhe von 1203 m. n. m und zählt damit zu den vier höchsten Gipfeln des Gebirgszuges.
Über den Berg führen zwei touristische Wanderwege, es sind aber keine weiteren Einrichtungen wie Schutzhütten oder Bauden vorhanden.

## Geologie
Travný gehört zu der Flyschzone der Westkarpaten. Er besteht aus festen Sand- und Tonsteinen, die Böden sind als flache Braunerden und Podsole ausgebildet. Im mittleren und unteren Bereich bedecken Felsenmeere das Gelände. Das Relief gliedern tief eingeschnittene Täler der Bergbäche.

## Flora und Fauna
Der Berg ist in den unteren Partien mit einem Buchenwald, in den höheren mit Fichten bestanden. Die ursprünglichen Wälder mussten während der Walachen-Kolonisation im 15.–17. Jahrhundert zum Teil Almwiesen weichen, die bis in die 1950er Jahre bewirtschaftet und anschließend mit Fichten aufgeforstet wurden. In der Gegenwart wächst auf dem Travný ein lichter Forst. Der Wald ist sichtbar durch Immissionen geschädigt.
Auf dem Travný sind zwei Naturschutzgebiete ausgewiesen. Im Quellgebiet des gleichnamigen Bergbaches besteht seit 1955 das 18,68 Hektar große Naturreservat Travný potok, am Westhang wurden im Jahr 2000 154,85 Hektar zum Naturreservat Travný erklärt. In beiden Gebieten hat sich die ursprüngliche Vegetation mit Urwald-Charakter erhalten. Neben Rotbuchen sind vor allem Weißtannen, Fichten und Bergahorn vertreten. Das durchschnittliche Alter der Bäume wird mit 230 Jahren angegeben.
In den geschützten Bereichen leben regional charakteristische, auch seltene Arten von Amphibien, Vögeln und kleinen Säugetieren. An größeren Tieren findet sich hier der Rothirsch, das Reh, das Wildschwein, der Eurasische Luchs, der Wolf und der Braunbär. In den Jahren 1996–97 war auf dem Travný ein größeres Wolfsrudel heimisch. Nachdem 1999 in der benachbarten Slowakei die Jagd auf Wölfe wieder erlaubt wurde, verschwand das Rudel und die Tiere sind nur noch vereinzelt anzutreffen.